# Withernsea
Withernsea – miasto w północno-wschodniej Anglii (Wielka Brytania), w hrabstwie ceremonialnym East Riding of Yorkshire, w dystrykcie (unitary authority) o tej samej nazwie, położone na wybrzeżu Morza Północnego, w regionie Holderness. W 2001 r. miasto to zamieszkiwało 5980 osób.